# Ono Jiro (đầu bếp)
Ono Jiro (小野 二郎 Ono Jirō, sinh ngày 27 tháng 10 năm 1925) là một đầu bếp Nhật Bản và là chủ nhân của Sukiyabashi Jiro, một nhà hàng sushi xếp hạng ba sao Michelin của Nhật tại Ginza, Chūō, Tokyo, Nhật Bản. Ono được chú ý đến bởi những người đương thời và các đồng nghiệp như nghệ nhân sushi vĩ đại nhất còn sống và được đề cập đến với những phương pháp đổi mới được sử dụng trong quá trình chuẩn bị sushi theo phong cách hiện đại.

## Những năm đầu đời
Ono sinh ra tại thành phố Tenryū (hiện tại là Hamamatsu) ở Shizuoka, Nhật Bản. Ông bắt đầu làm việc tại một nhà hàng địa phương từ bảy tuổi, trước khi chuyển đến Tokyo để học tập như một người học việc. Ông trở thành một đầu bếp sushi đạt chuẩn vào năm 1951, vào năm 1965 ông tự mở nhà hàng riêng của mình, Sukiyabashi Jiro, ở Ginza, Tokyo.

## Đời sống riêng tư
Ono có hai người con, Ono Yoshikazu và Ono Takashi, cả hai người đều là đầu bếp sushi. Người con thứ Takashi của ông cũng điều hành một nhà hàng được xếp hạng sao Michelin. Ono Jiro là chủ đề của bộ phim tài liệu năm 2011 của David Gelb Jiro Dreams of Sushi. Ono sợ rằng việc đánh bắt hải sản quá mức sẽ khiến các thành phần chính được sử dụng trong món sushi truyền thống biến mất.
Ono đã từng phục vụ Tổng thống Hoa Kỳ Barack Obama  cùng với Thủ tướng Nhật Bản Abe Shinzō vào ngày 23 tháng 4 năm 2014 khi họ dùng bữa tối tại Sukiyabashi Jiro trong chuyến công du đến quốc gia này của ông. Obama phát biểu, "Tôi được sinh ra ở Hawaii và được ăn rất nhiều sushi, nhưng đây là những món sushi ngon nhất tôi từng được ăn trong cuộc đời."